# 查瑞根
查瑞根（1912年11月30日—2006年10月1日），男，原籍浙江定海，生于上海，中国电影洗印专家，曾任上海电影技术厂厂长兼总技师，中国电影家协会理事。